# Robert Hering
Robert Hering (ur. 14 czerwca 1990 w Gerze) – niemiecki lekkoatleta, sprinter.

## Osiągnięcia
- złoty medal mistrzostw Europy juniorów (sztafeta 4 × 100 m, Hengelo 2007)
- brąz mistrzostw świata juniorów (bieg na 200 m, Bydgoszcz 2008)
- złoto (sztafeta 4 × 100 m) oraz srebro (bieg na 200 m) mistrzostw Europy juniorów (Nowy Sad 2009)

## Rekordy życiowe
- bieg na 100 m - 10,27 (2015) / 10,15w (2015)
- bieg na 200 m - 20,41 (2009)